# هاوزن وب فرنا
هاوزن وب فرنا (به آلمانی: Hausen ob Verena) یک شهر در آلمان است که در تاتلینگن واقع شده‌است. هاوزن وب فرنا ۷۴۸ نفر جمعیت دارد.